# Anthurium monticola
Anthurium monticola är en kallaväxtart som beskrevs av Adolf Engler. Anthurium monticola ingår i släktet Anthurium och familjen kallaväxter.

## Underarter
Arten delas in i följande underarter:
- A. m. attenuatum
- A. m. monticola